# Solsidan (säsong 2)
Den andra säsongen av Solsidan, en svensk tv-serie skapad av Felix Herngren, Jacob Seth Fransson, Ulf Kvensler och Pontus Edgren, hade premiär den 16 januari 2011 på TV4. Säsongen släpptes på DVD och Bluray den 15 juni 2011. Programmet hade redan premiär på FST5 och på TV4 Play Premium den 14 januari 2011. I denna säsongen så gifte sig Alex och Anna och till bröllopet dyker Annas föräldrar upp. Pappan är en förtidspensionerad yrkesmilitär som är konflikträdd och har väldigt dålig självkänsla. Annas mamma är en 60-årig bimbo och före detta "beauty queen" som är väldigt självupptagen.
Anna och Mickan ska "få ta mer plats och utvecklas" i säsong två, för enligt Herngren får man "rikta strålkastaren åt lite olika håll ju fler säsonger man gör."Även Alex granne Malmberg kommer att synas mer, för han får ihop det med Alex mamma. Fredde och Mickan har en kris i förhållandet och är nära att separera i ett avsnitt. Josefine säger att hennes karaktär råkar ut för sjuka saker, även Anna dras in i detta. Henrik Dorsin berättade i "Hellenius Hörna" att hans roll, "Ove", ska synas lite mer i säsong 2 än han gjorde under den gångna.
Avsnitten av den andra säsongen av Solsidan lades upp på TV4 Play Premium på fredagar och sänds även då i FST5. På söndagar visades avsnitten på TV4. Sändningen i FST5 fick TV4 att reagera starkt, och enligt deras programdirektör Fredrik Arefalk så fördes diskussioner med den finländska tv-kanalen huruvida de hade rätt att sända Solsidan innan dess ordinarie sändningstid i Sverige. Den 21 januari meddelade dock den finländska tidningen Hufvudstadsbladet att FST5 böjt sig för TV4:s krav och ändrat sändningstiden för att matcha den svenska. Från och med avsnitt tre så kommer programmet att sändas samtidigt i de båda kanalerna.
Första avsnittet sågs av hela 2,5 miljoner tittare och kom direkt in på plats ett på tittartoppen. Säsongen vann i Kristallen 2011 priset som "årets humorprogram".

## Mottagande

### Tittarsiffror
Första avsnittet av den andra säsongen slog alla tittarrekord och sågs av hela 2 530 000 tittare i Sverige. Det är den högsta tittarsiffran TV4 haft på tio år, bortsett från två avsnitt av Let's Dance som kom upp i samma nivå. I Finland sågs första avsnittet av 100 000 tittare. Efter en vecka hade 3,2 miljoner sett det första avsnittet i Sverige. Då räknades även in personer som spelat in, sett på webben eller sett första reprisen. Första avsnittet hamnade på första platsen på veckans tittartopp. 
Andra avsnittet tappade lite men sågs fortfarande av över två miljoner, för att vara exakt 2,31 miljoner och även denna veckan med en första plats på tittartoppen. Avsnittet uppmärksammades i Storbritannien för hushållsvalutan, Uscados, som Alex försökte införa efter förslag från Fredrik Schiller, för att ha ett internpris för hushållsnära tjänster mellan sig och Anna. Brittiska Sky News skrev om serien som enligt dem ses av hela 25% av Sveriges befolkning.  Tredje avsnittet sågs av 2,3 miljoner svenskar, även det gav en första plats på tittartoppen.
Säsongens fjärde avsnitt blev för första gången snuvat på första platsen på tittartoppen som intogs av Melodifestivalen 2011, men tog sig ändå in på andra platsen, före På spåret, med 2,3 miljoner tittare. Solsidans enorma tittarframgång har fått SVT att skjuta upp säsongspremiären av sitt program Mästarnas mästare för att undvika att konkurrera om tittarna. "Vi tror att det är bra om alla "Solsidan"-fans får titta klart på serien" säger SVT:s programdirektör Annie Wegelius.
Det femte avsnittet sågs av 2,364 miljoner tittare men fick se sig slaget av Melodifestivalens andra deltävling från Göteborg som lockade strax över 3 miljoner tittare. Solsidan hamnade därför på en andra plats på tittartoppen. Avsnitt nummer sju fick även det se sig slaget av Melodifestivalens fjärde och sista deltävling, men lyckades ändå sno åt sig en andra plats på tittartoppen med 2,184 miljoner tittare. Det åttonde avsnittet som sändes den 6 mars sågs av 2,025 miljoner tittare, den lägsta noteringen för Solsidan under den andra säsongen, och programmet fick se sig slaget av Melodifestivalen och På spåret och kammade hem en tredje plats på tittartoppen.

### Övriga mediaplattformar
Förutom höga tittarsiffror på TV så var Solsidan ett av de populäraste programmen på TV4 Play, toppnoteringen blev 400 000 startade strömmar under avsnitt åtta och i genomsnitt hade man 353 000 startade strömmar per program. Det var även möjligt att se avsnitten i sin iPhone eller Android mobil med TV4 Plays applikationer, där toppade man på 70 000 startade strömmar under avsnitt åtta. I mars 2011 hade över 500 000 anslutit sig till Solsidans officiella Facebook-sida, vilket gjorde den till Sveriges största. I juni 2011 hade över 600 000 anslutit sig till gruppen.

## Kontroverser
Andra säsongen av Solsidan har fått kritik för sin flitiga produktplacering, Fredde Schillers stora Lexus exponeras flitigt i varje avsnitt, mobiltelefoner från Samsung visas tydligt och när Mickan Schiller köper hem utemöbler från Bauhaus visas kartongen samtidigt som hon passar på att berätta hur länge man har öppet köp hos byggvarujätten. Bengt Dalström, informationschef för Lexus säger att de för dem är glädjande att få sitt varumärke ihopkopplat i ett sådant attraktivt sammanhang. Det är produktionsbolaget bakom Solsidan tar in finansiärer för att kunna sälja serien billigare till TV4. Att köpa en reklamspot på 30 sekunder under Solsidan kostar strax över 400,000 kronor, vad det kostar för företagen att vara med är hemligt men enligt Henrik Ström, tv-strateg på Carat, så kostar det troligen ungefär 1,000,000 per minut man syns i rutan. "I en sådan framgångsrik serie som "Solsidan" handlar det säkert om totalt tio miljoner kronor som kommer in under en säsong". säger Henrik Ström.

## Rollista
Till skillnad från första säsongen så har säsong två fem huvudkaraktärer istället för fyra. Den nytillkomne är inte helt ny för serien men har fått ta mycket större plats i den andra säsongen, Ove Sundberg som porträtteras av Henrik Dorsin.
Handlingen kretsar kring två familjer, där den ena består av Alex, den neurotiske 39-årige tandläkaren som porträtteras av Felix Herngren, hans fästmö, Anna Svensson, som spelas av Mia Skäringer och deras dotter Wilma. Den andra familjen består av Fredde Schiller, Alex barndomskompis som spelas av Johan Rheborg och som är gift med Mickan Schiller som porträtteras av Josephine Bornebusch. Tillsammans har de barnen Ebba och Victor.

### Återkommande karaktärer
- Mona Malm som Alex mamma, Margareta Löfström
- Örjan Ramberg som grannen Tord Malmberg
- Rebecka Teper som Mickans bästa väninna, Lussan
- Malin Cederbladh som Oves snåla fru, Anette Sundberg
- Leonardo Rojas Lundgren som Freddans och Mickans son, Victor Schiller
- André Wickström som Ludde
- Jonas Karlsson som Kristian Rapp
- Ester Granholm & Otilia Anttila som Freddans och Mickans dotter, Ebba Schiller
- Filippa Fagerberg & Elsa Lagercrantz som Alex och Annas dotter, Wilma Svensson

## Avsnitt
| Nr i serien | Nr i säsongen | Titel                                         | Regissör            | Manus                             | Sändningsdatum                                                                  | Tittarsiffror (miljoner) |
| --- | ------------- | --------------------------------------------- | ------------------- | --------------------------------- | ------------------------------------------------------------------------------- | ------------------------ |
| 11 | 1             | "Frieriet"                                    | Felix Herngren      | Ulf Kvensler                      | 14 januari 2011 (TV4 Play Premium, FST5) 16 januari 2011 (TV4)                  | 2,52                     |
| Alex har bestämt sig för att fria till Anna, men har svårt att hitta ett bra tillfälle. Anna bestämmer sig även för att börja jobba igen som massör och Mickan och Fredde skaffar en nanny, något som Mickan trodde skulle vara lösningen på alla sina problem men som bara leder till trubbel. |               |                                               |                     |                                   |                                                                                 |                          |
| 12 | 2             | "En miljardär flyttar till Solsidan"          | Felix Herngren      | Felix Herngren                    | 16 januari 2011 (TV4 Play Premium) 21 januari 2011 (FST5) 23 januari 2011 (TV4) | 2,231                    |
| Freddes gamla barndomsvän Kristian Rapp flyttar tillbaka till Saltis, och det visar sig att han är rikare än Fredde och har blivit ihop med Mickans väninna Lussan. Mickan har satt i system att handla saker på öppet köp, och varje gång hon handlar lämnar hon tillbaka ett helt lass med saker. Det slutar med att hon inte kommer ihåg vad som är deras och vad som ska lämnas tillbaka. Alex och Anna tjafsar om vem som egentligen gör mest i hushållet och kommer överens om att införa en speciell valuta i hemmet. |               |                                               |                     |                                   |                                                                                 |                          |
| 13 | 3             | "Alex mamma har en ny kille"                  | Jacob Seth Fransson | Jacob Seth Fransson               | 23 januari 2011 (TV4 Play Premium) 30 januari 2011 (TV4, FST5)                  | 2,325                    |
| Alex och Anna håller på att renovera och flyttar tillfälligt hem till Alex mamma som avslöjar att hon träffat en ny man, Tord Malmberg, den vidriga grannen från barndomen. Alex måste nu hantera mammans nya förälskelse med allt vad det innebär. Mickan blir av med sin städerska till Lussan och nu måste hon göra något radikalt för att locka tillbaka henne. Ove försöker bli vän med Saltsjöbadens nya miljardär. Fredde letar efter Ebbas favoritnallebjörn varje natt och försöker hitta ett sätt att minimera letandet. |               |                                               |                     |                                   |                                                                                 |                          |
| 14 | 4             | "Skrikande fågel ställer till det"            | Jacob Seth Fransson | Pontus Edgren                     | 30 januari 2011 (TV4 Play Premium) 6 februari 2011 (TV4, FST5)                  | 2,308                    |
| När Annette och Ove reser bort får Alex och Anna ta hand om deras nymfparakit Sonja som Ove haft sedan han var barn. För Anna, som har problem med amningen, blir det ytterligare en börda i allt kaos. Fredde köper marknadens mest avancerade hemmabiosystem som visar sig vara så avancerat att det knappt går att använda och det blir inte bättre när han köper en universal fjärrkontroll (Xerxes Entertainment Cockpit 4000P). Anna klagar på Alex gamla kläder och Alex handlar en tröja som han tycker är snygg, modern och lite vågad, Anna påpekar att han köpt en tjejtröja, vilket Alex vägrar gå med på. Fredde försöker undervisa Alex i hur man undviker att handla kvinnokläder.                      |               |                                               |                     |                                   |                                                                                 |                          |
| 15 | 5             | "Cancernoja och ideellt arbete"               | Johan Rheborg       | Johan Rheborg                     | 6 februari 2011 (TV4 Play Premium) 13 februari 2011 (TV4, FST5)                 | 2,364                    |
| Fredde upptäcker att han har några knölar på ett känsligt ställe av kroppen och tror genast att det är cancer. Via internet kontaktar han en läkare i USA som bekräftar att det finns risk att döden knackar på dörren. Alex och Anna bjäbbar om vad man ska slänga av allt gammal bråte i källaren. Anna anklagar Alex för att vara en obotlig sparare medan Alex tycker att Anna slänger för mycket. Mickan träffar en väninna som startat ett nytt liv med ny man och dessutom har en passion för ideellt arbete. Mickan får dåligt samvete och börjar engagera sig för de drabbade i samhället. Men det ideella tar tid och Mickan måste ta ställning till hur hon ska prioritera. Gästskådespelare: Plura Jonsson |               |                                               |                     |                                   |                                                                                 |                          |
| 16 | 6             | "Besvärlig sjukling gäckar Fredde"            | Jacob Seth Fransson | Jacob Seth Fransson Johan Rheborg | 13 februari 2011 (TV4 Play Premium) 20 februari 2011 (TV4, FST5)                | 2,248                    |
| Fredde och Mickan får besök av Freddes kusin Linn och hennes socialt inkompetente och synnerligen otrevlige man Göran. Göran är sjuk och Fredde måste hålla god min men undrar hur mycket man måste acceptera bara för att någon är sjuk. Samtidigt åker Alex till IKEA eftersom han fick en garderob utan inredning, men får oväntat och oönskat sällskap av Ove som istället lovordar Jysk. Anna har fortfarande lite hull efter förlossningen och vill snabbt gå ner i vikt till en provfilmning. Gästskådespelare: Olle Sarri |               |                                               |                     |                                   |                                                                                 |                          |
| 17 | 7             | "Mickan oroar sig för att Fredde ska bli fet" | Ulf Kvensler        | Felix Herngren                    | 20 februari 2011 (TV4 Play Premium) 27 februari 2011 (TV4, FST5)                | 2,184                    |
| Alex råkar av misstag ta en kvinnlig patient på bröstet i tandläkarstolen. Ryktet sprider sig och en fjäder blir snart en höna. Ryktet blir inte bättre av att Anna under en tjejmiddag hittar spår efter en mycket tvivelaktig internetanvändning i Alex dator. Anna är orolig för att deras dotter Wilma inte utvecklas normalt. Hon tycker mammagruppen håller på att bli en tävlingsarena där mammorna jämför barnens utveckling, och hon känner att hon inte riktigt passar in där. Mickan oroar sig över att Fredde ska bli tjock och gör allt för att förhindra det. |               |                                               |                     |                                   |                                                                                 |                          |
| 18 | 8             | "Fredde och Mickan åker på slottsweekend"     | Jacob Seth Fransson | Jacob Seth Fransson Pontus Edgren | 27 februari 2011 (TV4 Play Premium) 6 mars 2011 (TV4, FST5)                     | 2,025                    |
| Fredde och Mickan bråkar mycket och bestämmer sig för att de måste skärpa sig. De åker på en romantisk slottsweekend för att stärka relationen men det visar sig att verkligheten inte är lika glamorös som det verkade i broschyren. Anna får svårare och svårare att passa in bland Saltis märkvärdigaste mammagrupp. När hon åker bort på en barnfri helg tillsammans med mammagruppen börjar snart snacket gå bakom ryggen. Alex ska ha en mysig pappahelg med bara Wilma, men Ove är såklart informerad och ser till att vara gräsänkling även han. |               |                                               |                     |                                   |                                                                                 |                          |
| 19 | 9             | "Fredde testar singellivet"                   | Ulf Kvensler        | Johan Rheborg                     | 6 mars 2011 (TV4 Play Premium) 13 mars 2011 (TV4, FST5)                         | 2,170                    |
| Mickan åker i väg med barnen över helgen vilket leder till att Fredde får en kris och han inser att giftaslivet är ett okej och testar singelscenen med sin 15 år yngre kusin. Annas föräldrar kommer på besök inför det stora bröllopet som stundar. Annas pappa är förtidspensionerad och skör. Både han och Annas mamma gör allt de kan för att lägga sig i Alex och Annas vardag och bröllopsförberedelser. Ove ställer till med 40-årskalas och tvingar Alex att hålla tal trots att Alex varken har tid eller lust att närvara på festen, men hur tackar man nej till historiens tråkigaste 40-årskalas? |               |                                               |                     |                                   |                                                                                 |                          |
| 20 | 10            | "Bröllopet"                                   | Ulf Kvensler        | Ulf Kvensler                      | 13 mars 2011 (TV4 Play Premium) 20 mars 2011 (TV4, FST5)                        | 2,164                    |
| Anna och Alex bröllop närmar sig vilket ser ut att sluta i katastrof, hos bröllopsfotografen brister det för Anna och hon rusar därifrån med Alex efter. De upptäcker då att de har glömt kvar Wilma där och är tvungna att bryta sig in för att hämta henne. Margareta och Annas mamma hamnar i en konflikt angående vilken brudslöja Anna skall använda på bröllopet. Fredde får Mickan att gå i taket när han lägger ut filmningen på entreprenad och fyller hela kyrkan med filmteam och ljussättning som förstör blomsterarrangemangen. Ove och Anette lägger sig i bordsplaceringen. Gästskådespelare: Joey Tempest , John Houdi                                                                                 |               |                                               |                     |                                   |                                                                                 |                          |